# Tribolonotus ponceleti
Tribolonotus ponceleti is een hagedis uit de familie skinken (Scincidae). De soort werd voor het eerst wetenschappelijk beschreven door James Roy Kinghorn in 1937. De soortaanduiding ponceleti is een eerbetoon aan Jean-Baptiste Poncelet (1884 - 1958).

## Verspreiding en habitat
De hagedis leeft in delen van zuidoostelijk Azië en komt endemisch voor op de Salomonseilanden. Het is een bodembewoner die leeft in bossen. De hagedis graaft holen en houdt zich overdag schuil.
Door de internationale natuurbeschermingsorganisatie IUCN wordt de soort wel opgenomen maar er is geen beschermingsstatus toegekend vanwege het ontbreken van voldoende gegevens (Data Deficient of DD).

## Algemeen
Net als andere helmskinken heeft de soort een helmachtige vergroeiing aan de kop. Het is een van de weinige soorten skinken die geluiden kan voortbrengen. De vrouwtjes produceren eieren, in tegenstelling tot andere soorten helmskinken die levendbarend zijn. Per keer wordt slechts een enkel ei afgezet.